# Bisdom San Isidro de El General
Het bisdom San Isidro de El General (Latijn: Dioecesis Sancti Isidori) is een rooms-katholiek bisdom met als zetel San Isidro de El General, een deelgemeente van de stad Pérez Zeledón, in Costa Rica. Het bisdom is suffragaan aan het aartsbisdom San José de Costa Rica.

## Geschiedenis
Het bisdom werd opgericht op 19 augustus 1954, uit delen van het aartsbisdom San José de Costa Rica en het bisdom Alajuela. 

## Parochies
Het bisdom had in 2020 een oppervlakte van 10.346 km2 en telde 407.910 inwoners waarvan 70,0% rooms-katholiek was.

## Bisschoppen
- Delfín Quesada Castro (22 oktober 1954 - 17 oktober 1974)
- Ignacio Nazareno Trejos Picado (19 december 1974 - 31 juli 2003)
- Guillermo Loría Garita (31 juli 2003 - 24 december 2013)
- Gabriel Enrique Montero Umaña (24 december 2013 - 13 november 2021)
- Juan Miguel Castro Rojas (13 november 2021 - heden)